# Cherrier Miklós
Cherrier Miklós (Nagyősz, 1790. június 8. – Pozsony, 1862. december 18.) bölcselet- és hittudós, tankerületi főigazgató, líceumi tanár, pozsonyi kanonok, siklósi apát és királyi tanácsos.

## Élete
Johann Cherrier francia emigráns és haszonbérlő fia volt. Iskoláit Pécsett, Nagyváradon és Szegeden járta s a bölcseleti osztályokat 1809-ben végezte; ekkor a csanád egyházmegyei növendékek közé lépett és a pesti központi papnevelő házba küldetett, hogy a hittudományt a magyar királyi egyetemen hallgassa. Miután hittudori rangot nyert, visszatért megyéjébe s 1813-ban a szent rendek fölvétele után Zsombolyára ment segédlelkésznek, ahonnan 11 havi működés után 1814. október 9.-én Kőszeghy László csanádi püspök mellé Temesvárra hivatott, ahol mint levéltárnok, szertartó és szentszéki jegyző hat évig működött. 1819. november 9.-én a pesti egyetem hittani tanszékére pályázott, mire őt Rudnay Sándor hercegprimás érsekmegyéjébe átvette és a nagyszombati érseki líceumban a mennyiségtan tanárává nevezte ki. E tanszéket 11 évig látta el, majd 1831-ben az egyházi jog és történet tanszékére mozdíttatott elő, melyen 13 évet töltött el. 1840–1841-ben Kopácsy őt Német- (különösen Bajor-) és Poroszországba, Svájc, Belgium, Franciaország- és Anglia fővárosaiba küldte a vegyes házasságok ügyének tanulmányozása végett. 1843. május 13.-án pozsonyi kanonokká, 1846-ban a pozsonyi tankerület főigazgatójává és királyi tanácsossá neveztetett ki. Az 1848. évi pozsonyi országgyűlésen mint káptalani követ működött.

## Munkái
- Nachahmung der Geduld Jesu im Leiden. Tirnau, 1827.
- Gott erhört und hilft zur Zeit. Uo. 1828.
- Der Tod Jesu und unsere Erlösung. Gran, 1828.
- Oratio, qua Joanni Nep. Halász, archi-dioecesis Strigoniensis presbiteri… parentavit. Tirnaviae, 1830.
- Enchiridion juris ecclesiastici cum singulari ad alienas confessiones attentione. Pestini et Budae, 1836–37. Két kötet. (2. kiadás. Pest, 1838. Ism. Egyházi Tár 1839. Guzmics Izidor. 3. bőv. kiadás. Pozsony, 1848. 4. jav. és bőv. kiadás. Pest, 1855.)
- Die Tonkunst als Mittel zur Tugend und Verherrlichung Gottes. Eine Rede am Feste der heil. Cäcilia 1838 bei Gründung des Kirchen-Musik-Vereines in Tirnau. Pressburg, 1838.
- Institutiones historiae ecclesiasticae novi foederis. Pestini, 1840–41. Négy kötet. (Ism. Athenaeum 1841. IV. 12. sz.)
- Irói rágalmazás, az az czáfolása az Athenaeum f. évi júl. 27. 12. számában foglalt irói orzásnak. Nagyszombat, 1841.
- Egyházi jog. Idegen felekezetek iránti különös figyelemmel. Uo. 1843. (Latinúl irta s magyarra fordította.)
- Köz egyháztörténet. Pozsony, 1844.
- A jó és czélszerű nevelés kellékei. Uo. 1846. (Beszéd.)
- Christ-katholisches Erbauungsbuch. Uo. 1852.
- Epitome Historiae ecclesiasticae. Vienne, 1854. Két kötet.
- A magyar egyház története. Pest, 1856.

Több értekezése jelent meg a Nemzeti Ujságban és a Religio s Nevelésben (1845. Adamkovich Mihály és Döme Károly életrajza.)